# Microhoria plumbea
Microhoria plumbea é uma espécie de insetos coleópteros polífagos pertencente à família Anthicidae.
A autoridade científica da espécie é La Ferte-Senectere, tendo sido descrita no ano de 1842.
Trata-se de uma espécie presente no território português.